# Johannes Anthonius Moesman

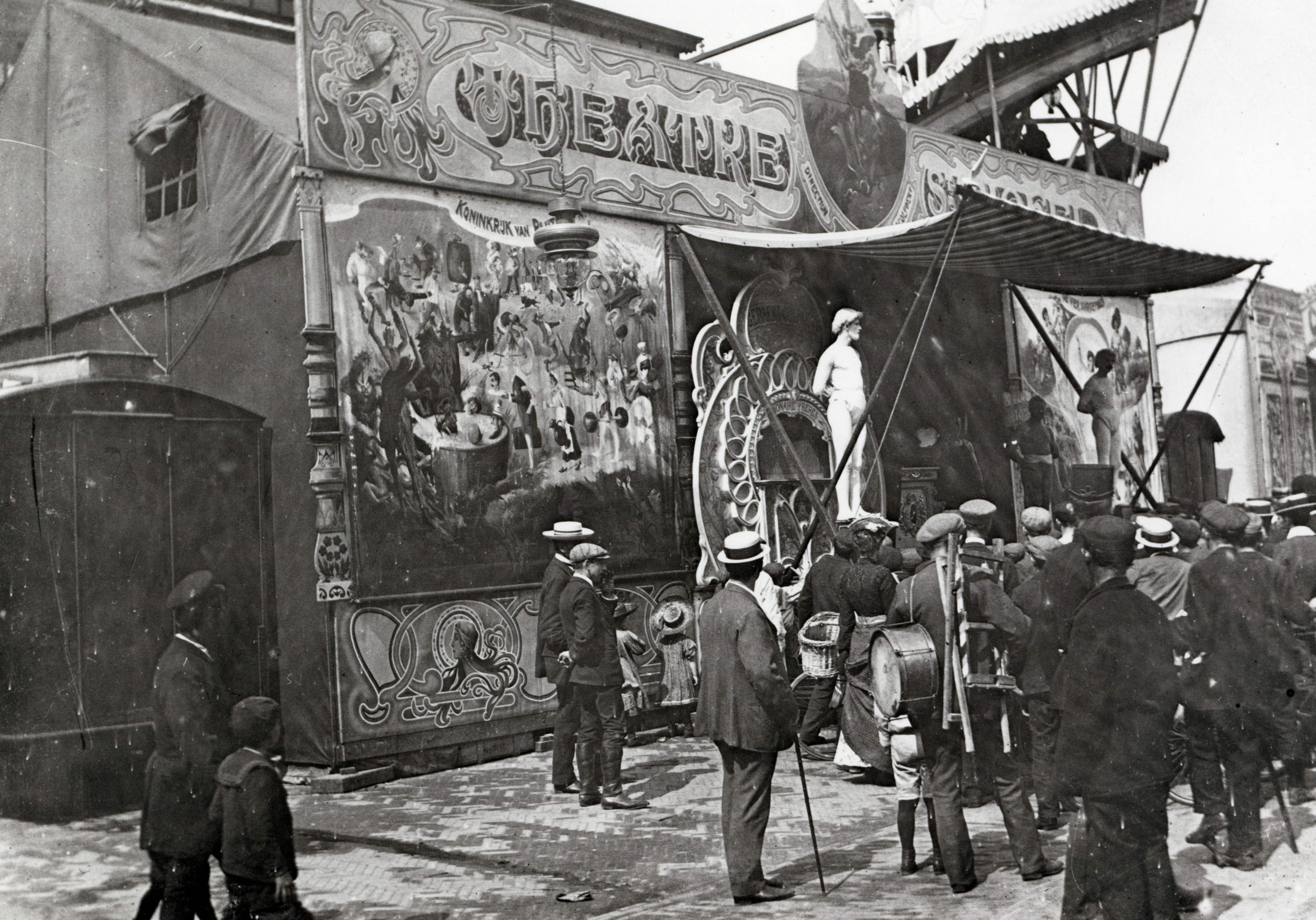
Foto van Moesman uit 1908 met een kermisattractie op het Vredenburg.

Johannes Anthonius Moesman (Utrecht, 25 december 1859 – aldaar, 9 januari 1937) was een Nederlandse lithograaf, tekenaar, amateurfotograaf en verzamelaar van curiosa.
Hij werd geboren te Utrecht als zoon van een drukker en zou (vooral) woonachtig en werkzaam blijven in zijn geboortestad. In zijn jonge jaren was Moesman werkzaam in de Stoomdrukkerij De Industrie en in 1881 werd hij lid van het Genootschap Kunstliefde. Hij was in de leer bij Jozef Hoevenaar. Gaandeweg opende Moesman een eigen drukkerij in de Voorstraat. In 1894 vestigde hij die op de Neude en er kwam daar een winkel bij waar prenten werden verkocht. 
Onderwijl was Moesman op zijn laatst in 1883 begonnen met fotografie. Als amateurfotograaf schoot hij tal van foto's in Utrecht met daarop onder meer stadsgezichten en het leven op straat. Typerend is vaak de losse stijl waarmee hij fotografeerde. Van menig van zijn foto's maakte hij in eigen beheer prentbriefkaarten die hij vervolgens verkocht. Een groot deel van Moesmans fotowerk in de vorm van vele honderden foto's bevindt zich vandaag de dag in Het Utrechts Archief. Moesman was tevens een verwoed verzamelaar van curiosa zoals zaken met betrekking tot de Utrechtse stadsgeschiedenis. Zijn drukkerij/winkel annex woonhuis op de Neude fungeerde als opslag- en uitstallocatie voor zijn verzamelingen. Hij was daarnaast postzegelverzamelaar en onder filatelisten is Moesman bekend omdat hij in 1895 met een originele drukplaat de postzegel van 10 cent uit de eerste emissie Nederland nadrukte in diverse kleuren.
Moesman huwde in 1905 op 45-jarige leeftijd. Zijn (enige) zoon was Johannes Hendrikus Moesman (1909–1988) die als Joop (roepnaam 'Jopie' verafschuwde hij) Moesman bekend zou worden als surrealistisch schilder. Hij putte als schilder uit werk van zijn vader. Johannes Anthonius Moesman overleed op 77-jarige leeftijd in zijn geboorteplaats en werd begraven op de Begraafplaats Soestbergen.